# くるまやラーメン
株式会社くるまやラーメンは、東京都足立区綾瀬に本社を置く日本の企業、および同社が運営・フランチャイズ展開を行うラーメンのチェーン店組織である。

## 沿革
1968年（昭和43年）に、創業者の草野光男が当時の国鉄綾瀬駅前にて「うどん・そば店」を開業。その後、1970年（昭和45年）に観光バスを改造したラーメン店を国道4号沿いの駐車場内で営業を始めたのが名称の由来となった。その後、本店と本社（旧社名：栄商事）を東京都道318号環状七号線（環七通り）沿いの東京都足立区青井に移転。
1991年（平成3年）、綾瀬駅前のビル内に本社機能を移転。この頃から北海道、名古屋地区を中心に積極的に直営店舗を出店。同時に、「両国」の店舗名のちゃんこ料理の大型店も出店を加速した。
1997年（平成9年）5月、栄商事は東京地方裁判所に会社更生法を申請。同時に、不採算の直営店舗を200店舗前後閉店し、直営約70店舗、フランチャイズ店舗約200店舗の体制とし、更生会社くるまやラーメンとして営業を継続した。その後は業績を回復させ、2002年に更生計画を満了している。

## 特徴

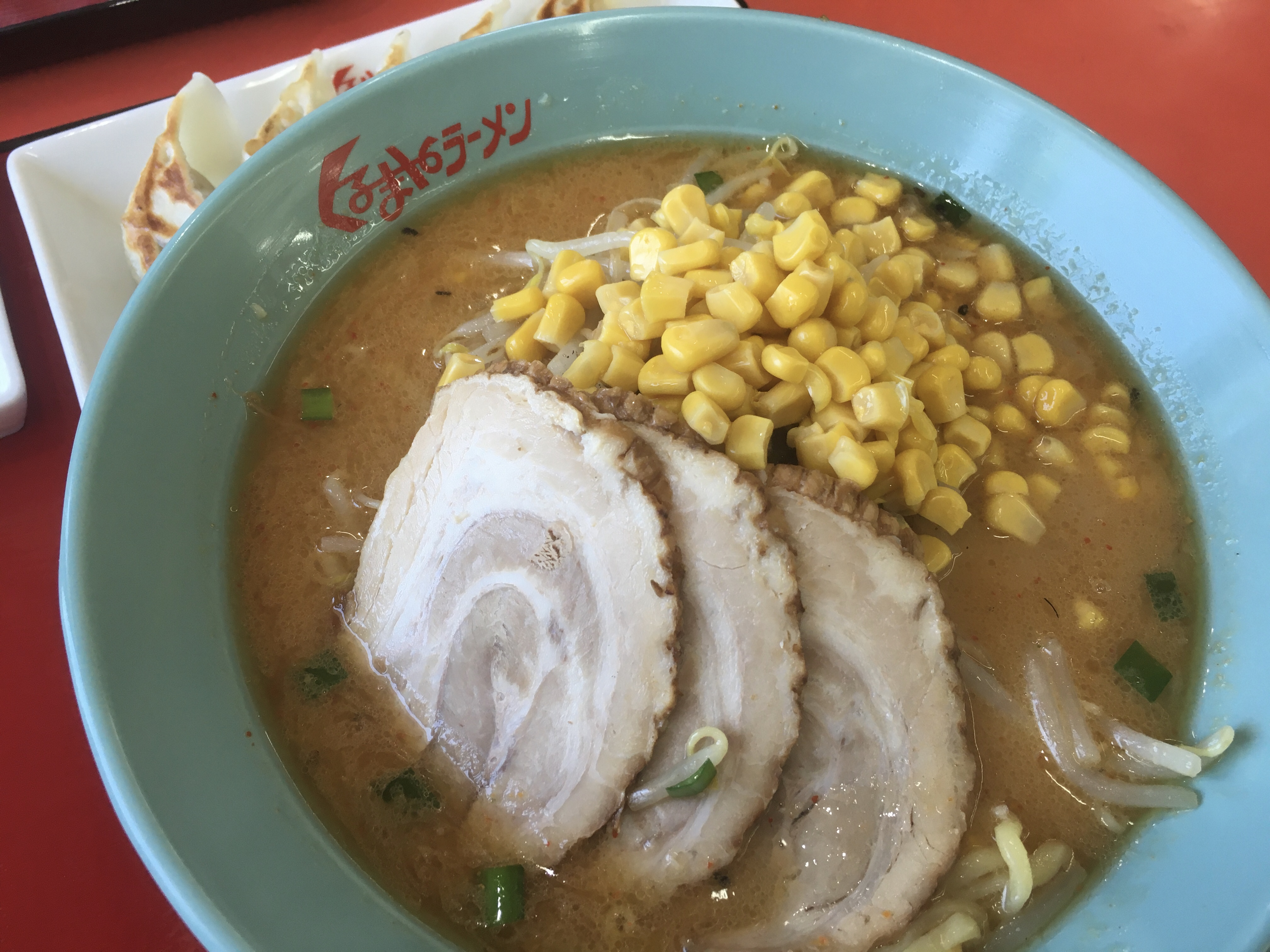
コーンのトッピングを追加した味噌チャーシューメン

ラーメンメニューは、太麺でニンニク入りの「味噌ラーメン」「塩ラーメン」「醤油ラーメン」、細麺でニンニク無しの「中華ラーメン」という二種類が基本である。その他、「カレー味」もオリジナルメニューとして存在する。太麺と細麺の2種類の麺は多加水麺でソフトなコシがあり、店によっては、例えば細麺の味噌ラーメンなど、メニュー表記以外の希望も受け付けている。トッピングには、チャーシュー、辛ねぎ、コーン、ワカメ、卵、メンマ、キムチなどがある。
直営店舗は、全食材が本部供給の統一品となっている。フランチャイズ店舗は、麺と味噌ラーメンの味噌、くるまや特製油（落花生油）が利用必須の食材で、その他は各店舗の裁量に任されている。フランチャイズ店ではスープの取り方も各店舗ごとに違う場合が多い。このため、本部直営店舗は味が統一されていて、フランチャイズ店舗はそれぞれに違った旨味のラーメンを各地で提供している。
公式ウェブサイトでラーメンのランキング発表を行っており、常に「味噌ラーメン」が1位である。辛ネギを味噌ラーメンに乗せたネギ味噌ラーメンも、提供開始以来高い人気を維持している。

## 店舗展開

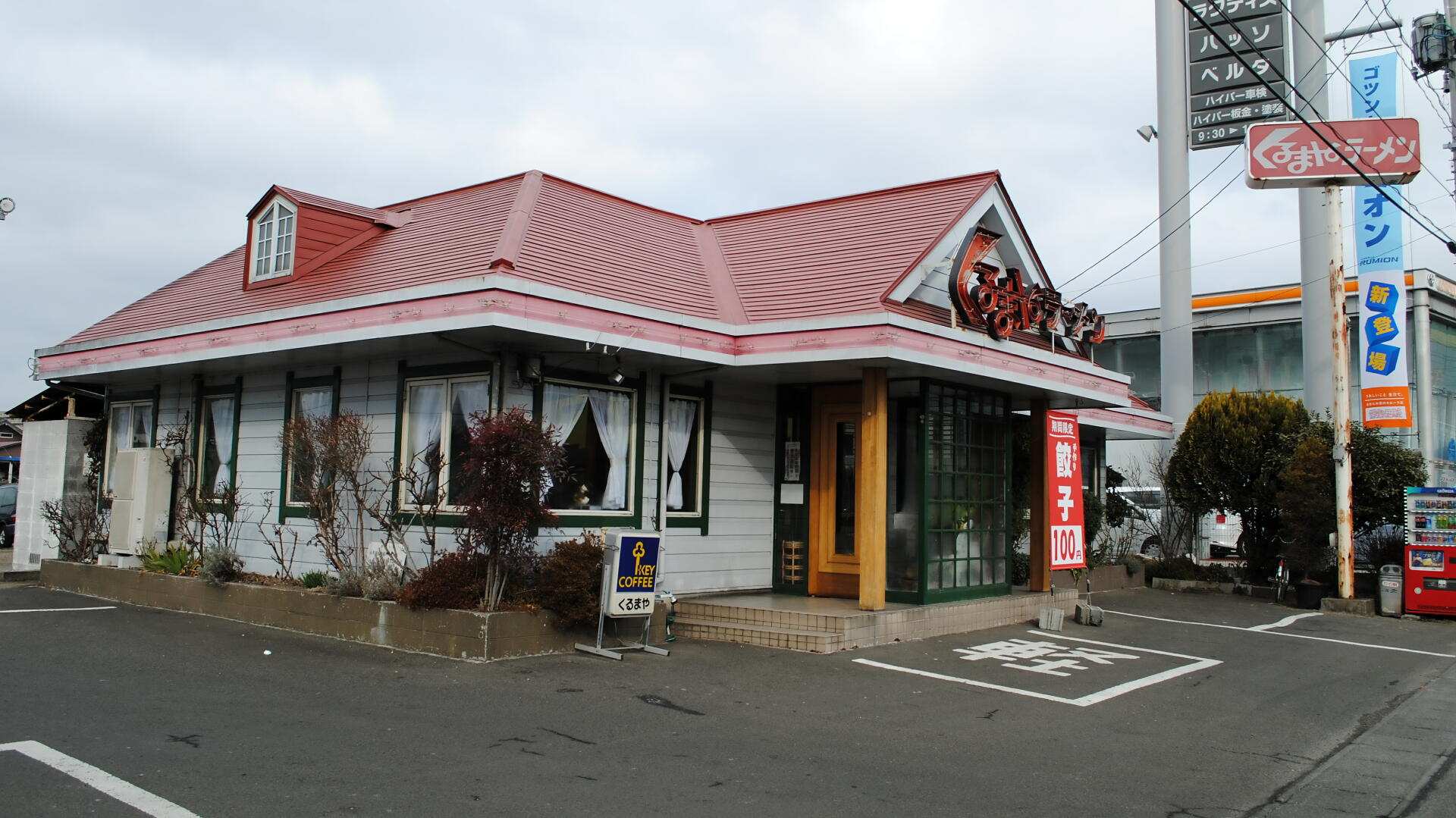
くるまやラーメン仙台バイパス中田店

2023年現在、北は青森県から西は石川県、富山県、長野県、愛知県のラインまで、福島県を除く19都県に145店舗を展開する。